# 2357 Phereclos
2357 Phereclos eller 1981 AC är en trojansk asteroid i Jupiters lagrangepunkt L5. Den upptäcktes 1 januari 1981 av den amerikanske astronomen Edward L.G. Bowell vid Anderson Mesa Station. Den är uppkallad efter Phereclus i den grekiska mytologin.
Asteroiden har en diameter på ungefär 94 kilometer.